# Islotes Las Galeras
Islotes Las Galeras är två öar i Mexiko. De tillhör kommunen Loreto i delstaten Baja California Sur, i den västra delen av landet.